# Nemo 33

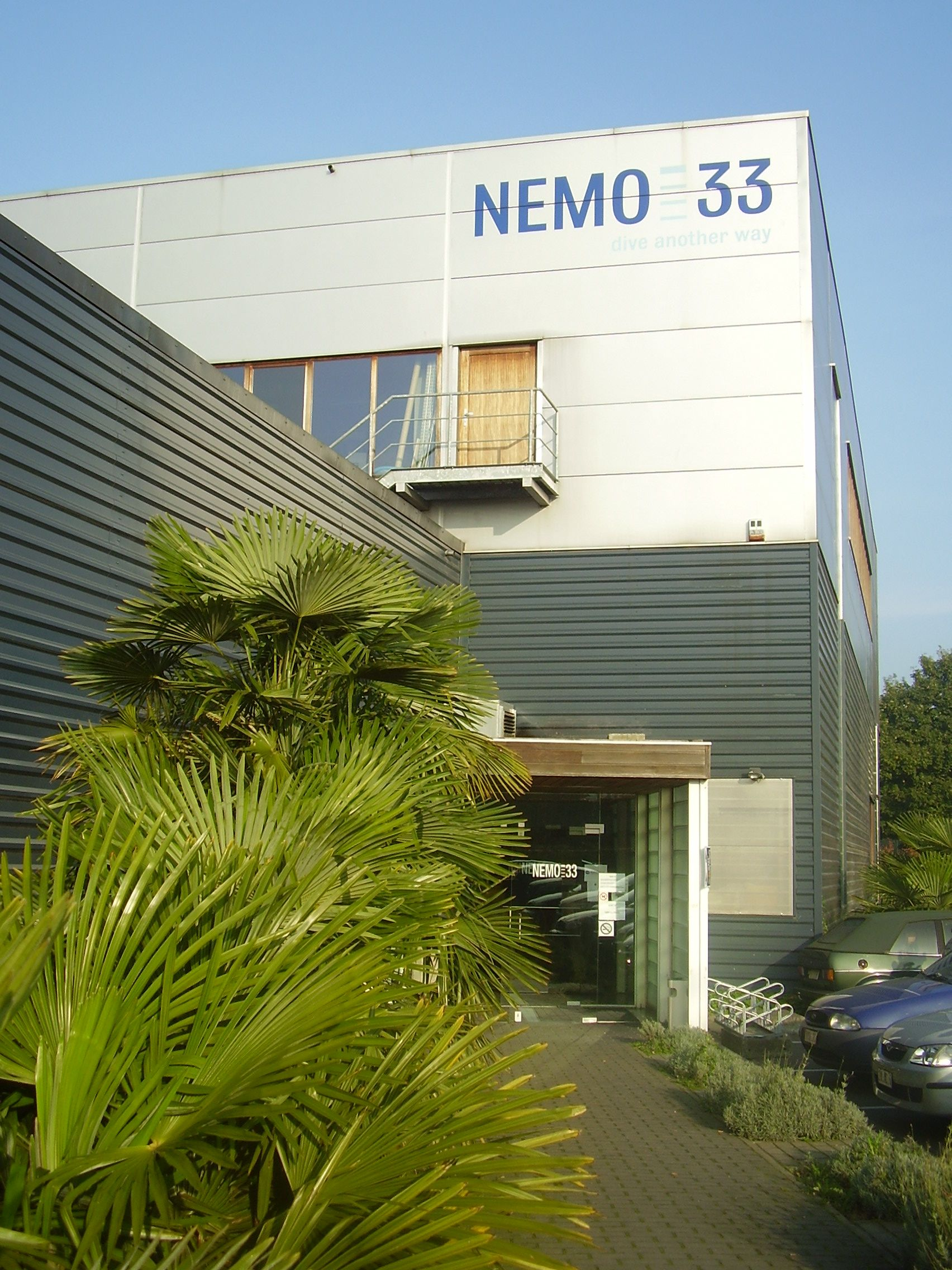
Nemo 33 – Gebäudeansicht

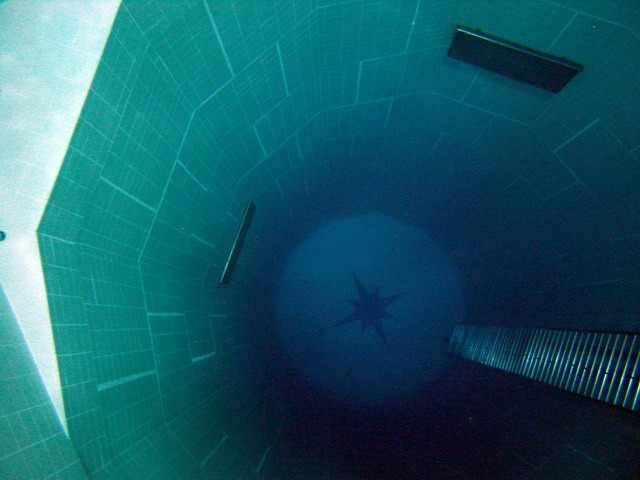
Blick in das 35 m tiefe Wasserbecken

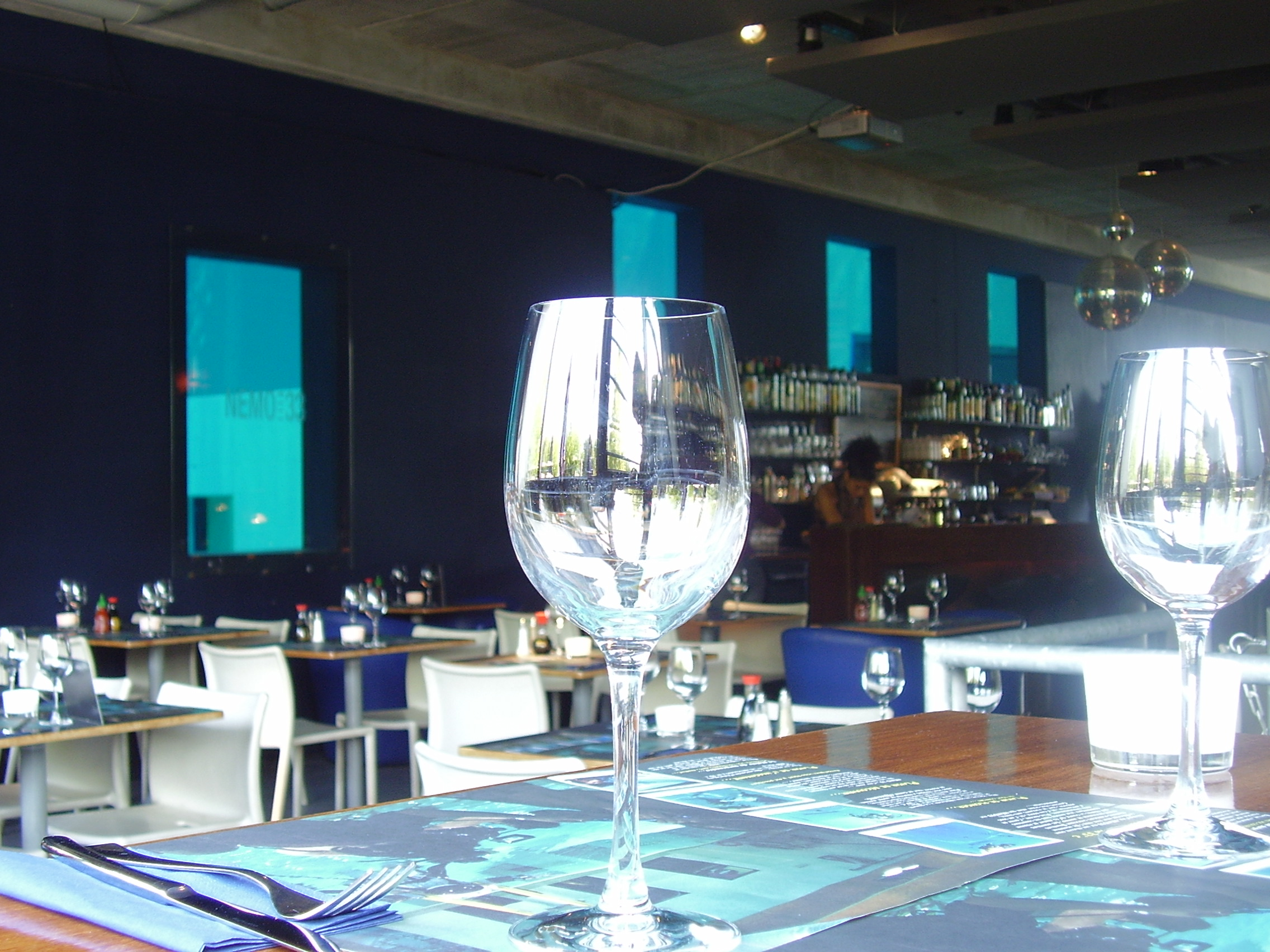
Thai-Restaurant im Nemo 33

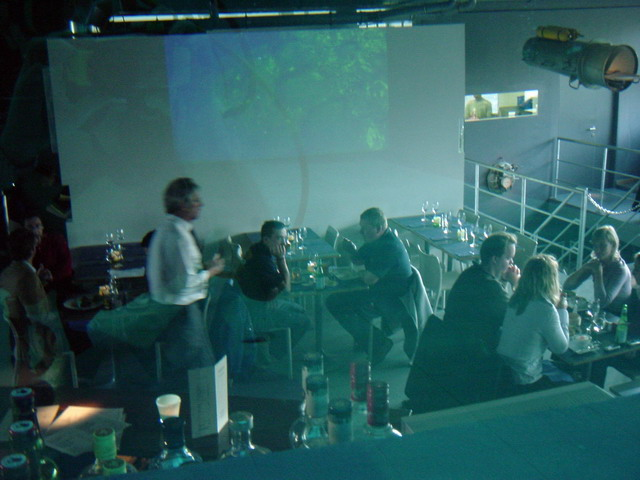
Besucher können durch Unterwasserfenster in das Becken schauen

Nemo 33 ist eine Indoor-Tauchbasis, die mit dem 35 m tiefen Becken eines der tiefsten künstlichen Tauchbecken der Welt besitzt. Von der Eröffnung 2004 bis zur Ablösung 2014 durch das Y-40 in Montegrotto Italien (42,15 m) hielt es den Rekord für das tiefste Tauchbecken der Welt. Die Tauchbasis liegt im Zentrum von Uccle/Ukkel, im südöstlichen Teil der Region Brüssel in Belgien.

## Beschaffenheit und Gestaltung
Das Becken, das wie ein Schwimmbad gefliest ist, beherbergt ein aus mehreren Ebenen bestehendes Gestell. Die Ebenen sind in verschiedenen Tiefen angeordnet. Im flachen Einstiegsbereich gibt es eine 1,3 m und eine 2,5 m tiefe Ebene. Dann teilt sich das Becken in drei quadratische Flächen auf. In der Mitte gibt es eine Ebene in 5 m Wassertiefe, rechts in 10 m Wassertiefe, und links reicht das große tiefe Wasserbecken mit rundem Querschnitt bis in 35 m Wassertiefe hinab. Der Boden ist mit einer Windrose versehen.
Die in 5 m Wassertiefe gelegene Ebene im mittleren Teil des Beckens ist durchtauchbar. Unter der 5-m-Ebene gibt es auch zwei große Hohlräume, in denen aufgetaucht werden kann.
Von der Ebene in 5 m Wassertiefe aus können die Taucher durch große Fenster die Filmvorführung in der Bar verfolgen. In 10 m Wassertiefe gibt es mehrere nachgebildete Unterwasserhöhlen und eine U-Boot-ähnliche Röhre. Das Becken enthält 2,5 Mio. Liter (2500 m3) ungechlortes Wasser, das auf 33 °C temperiert wird. Die elektrische Energie zur Temperierung wird u. a. durch Solarzellen erzeugt. An der Wasseroberfläche hat das Becken eine Ausdehnung von ca. 12 × 15 m. Von einem Absatz in etwa 10 m Wassertiefe führt eine 7 m breite Röhre nach unten auf die maximale Tiefe. Es gibt zahlreiche Unterwasserfenster, durch welche die Besucher in verschiedenen Wassertiefen in das Tauchbecken schauen können.

## Zweck und Name
Der Komplex wurde von dem belgischen Tauchspezialisten John Beernaerts als Mehrzweckanlage für Taucher entworfen. Es ist für Freizeittaucher gedacht, aber auch für Tauchlehrgänge und als Filmproduktionsort für Unterwasserszenen.
Der Name Nemo 33 leitet sich von Kapitän Nemo ab, einer Figur aus Jules Vernes Roman 20.000 Meilen unter dem Meer. Anders als die 33 im Namen vermuten lässt, liegt der Boden des Tauchbeckens nicht in 33 m, sondern in 35 m Wassertiefe.